# Estação Ferroviária de Belém

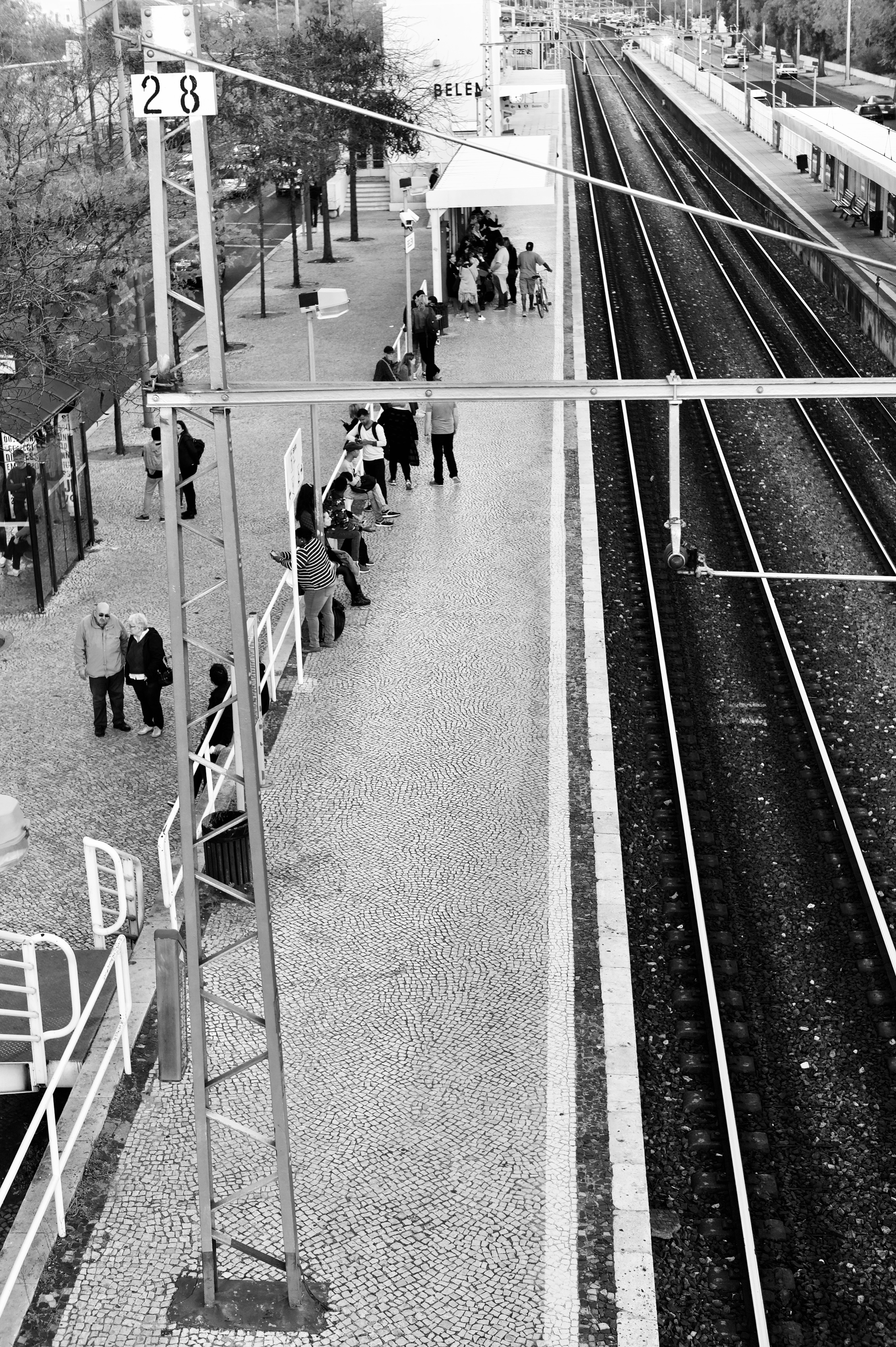
Vista da passagem superior para a plataforma, em 2017.

A estação ferroviária de Belém (nome anteriormente grafado como "Belem") é uma estação da Linha de Cascais, que serve a freguesia de Santa Maria de Belém, no concelho de Lisboa, em Portugal. É utilizada pela rede de comboios suburbanos de Lisboa.

## Descrição

### Localização e acessos
Esta interface situa-se na Avenida da Índia, em Lisboa, a curta distância do terminal fluvial homónimo.

### Infraestrutura

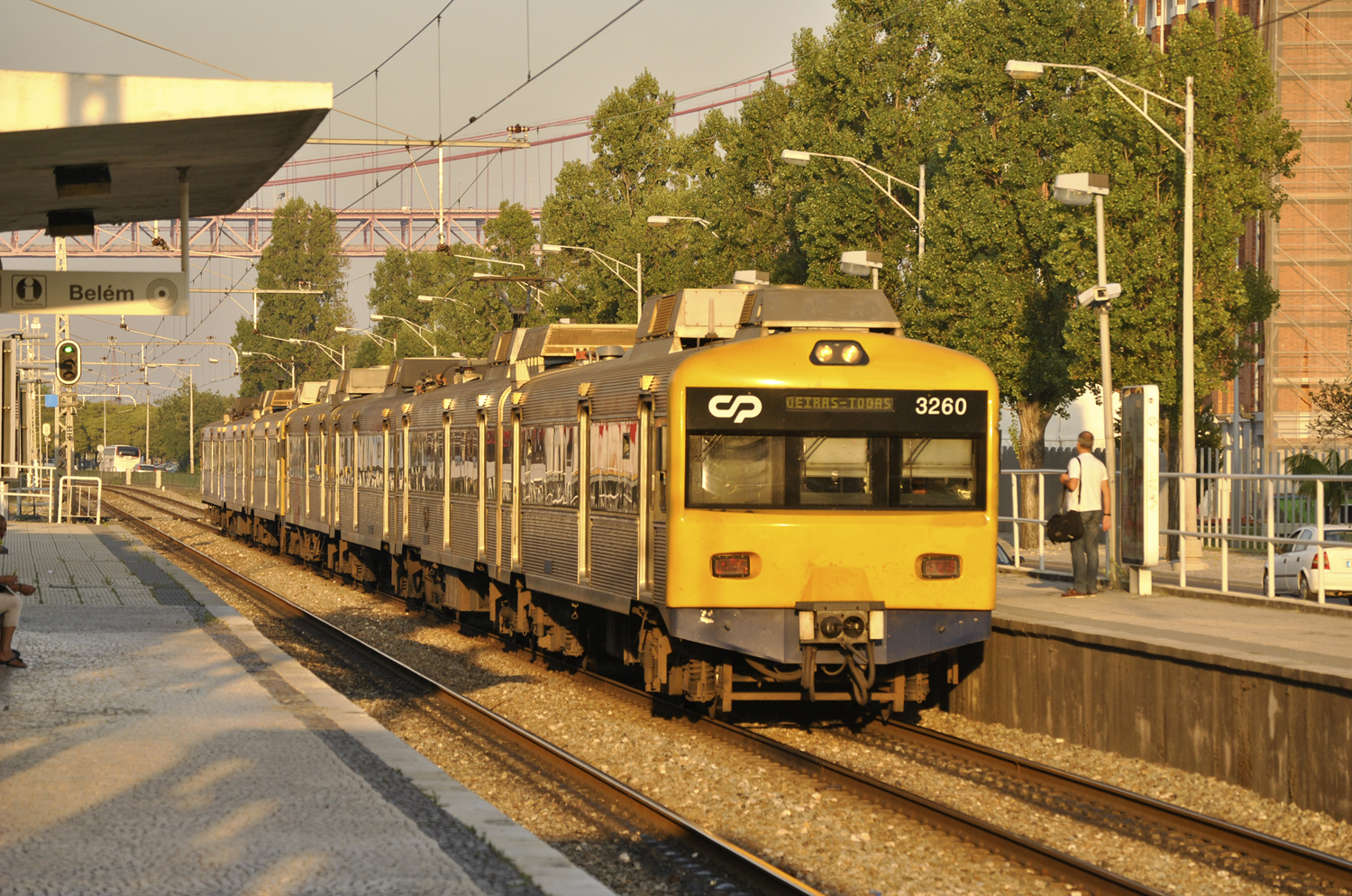
Estação de Belém, em 2012.

Como apeadeiro numa linha de via dupla, esta interface apresenta-se nas duas vias de circulação (I e II) cada uma acessível por plataforma — uma de 260 m de comprimento e a outra com 203 m, e ambas com 110 cm de altura. Situa-se junto a esta estação a substação de tração de Belém, de serviço simples e contratada à C.P., que contribui aqui para a eletrificação da Linha de Cascais.

### Serviços
Em dados de 2023, esta interface é servida por comboios de passageiros da C.P. de tipo urbano no serviço “Linha de Cascais” tipicamente com 69 circulações diárias em cada sentido entre Cais do Sodré e Cascais ou Oeiras; passam sem paragem nesta interface 33 circulações do mesmo tipo, entre Cais do Sodré e Cascais.

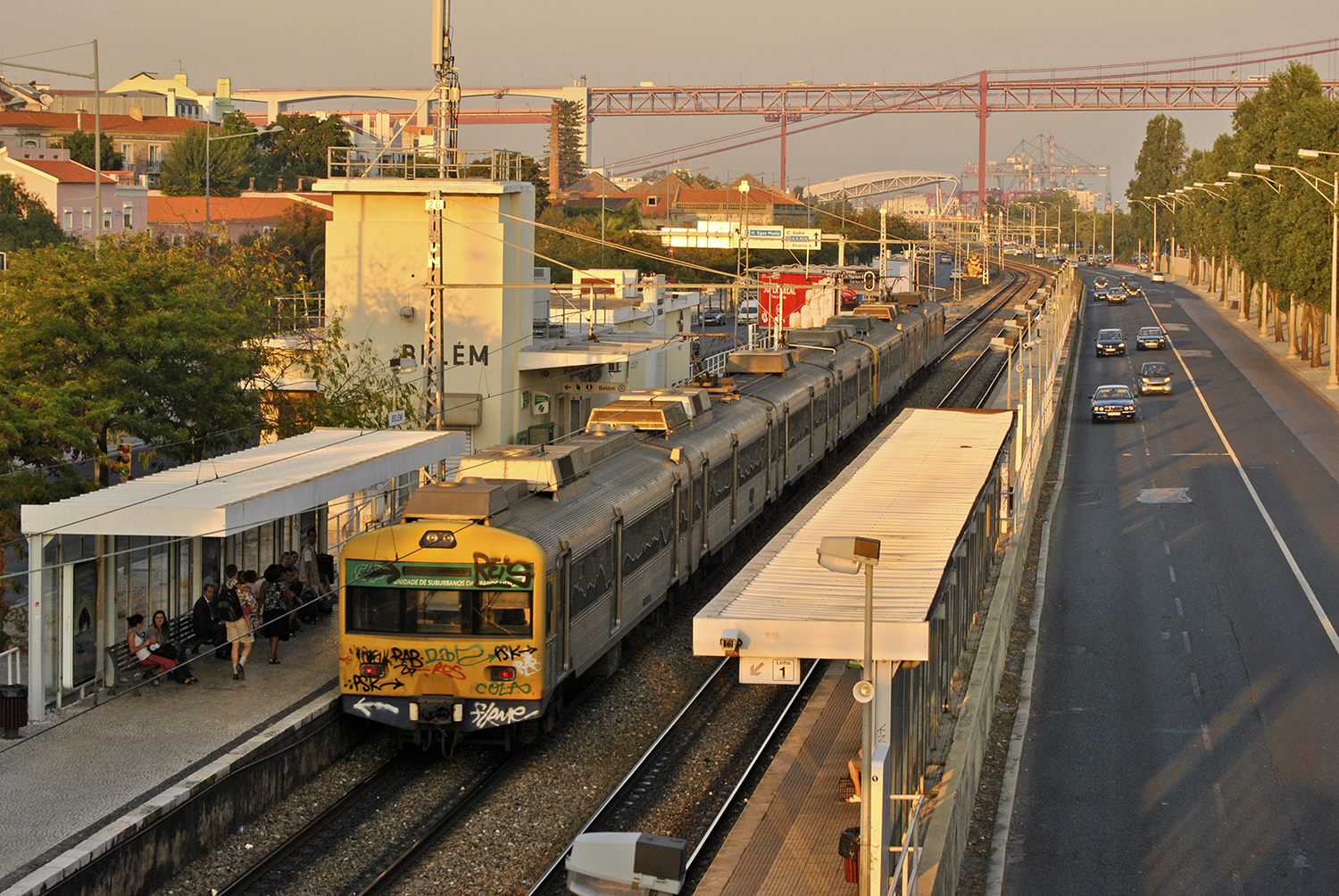
Estação de Belém, em 2012.

## História

### Antecedentes e planeamento
Em 1854, o conde Claranges Lucotte assinou um contrato para uma linha férrea entre Lisboa e Sintra, que deveria começar nas proximidades do Forte de São Paulo e seguir pela marginal até Belém, indo depois para Sintra. O contrato incluía desde logo a construção dos aterros e dos muros de cais entre São Paulo e Belém. No entanto, este projecto foi abandonado, e a ideia de construir um caminho de ferro ao longo da orla costeira só ressurgiu em 1870, quando o engenheiro M. A. Thomé de Gamond propôs a construção de um grande porto marítimo em Lisboa, e de uma linha até Colares, que deveria passar por Belém. Este projecto também não avançou, mas reapareceu em 1874 no âmbito do Plano Geral das Obras, que também preconizava a instalação de uma via férrea entre o Beato e a Torre de Belém. Em 16 de Março de 1883, foi nomeada uma comissão para estudar o Plano, que incluía a linha férrea e duas estações principais em Lisboa. Posteriormente, o projecto foi modificado, formando a génese para uma linha até Cascais, que seguia ao longo da marginal. Entretanto, em 29 de Agosto de 1871, o Duque de Saldanha foi autorizado a construir uma linha no sistema Larmanjat, de Belém a Cascais, projecto que não chegou a ser concretizado.
Um alvará de 9 de Abril de 1887 autorizou a Companhia Real dos Caminhos de Ferro Portugueses a construir uma rede ferroviária ligando Lisboa a Torres Vedras, Sintra e Cascais, esta última passando desde logo por Belém.

### Inauguração e primeiros anos
Em 30 de Setembro de 1889, foi inaugurado o primeiro lanço da Linha de Cascais, de Pedrouços a Cascais, e em 6 de Dezembro de 1890 entrou ao serviço o troço entre Pedrouços e Alcântara-Mar, pela Companhia Real dos Caminhos de Ferro Portugueses. Em Junho de 1896, estava a ser instalada a via definitiva neste troço, que passaria a ser em linha dupla, e estava em construção uma estação nova para Belém, que ficaria noutro local, mas com o mesmo alinhamento em relação à praça. A via férrea foi duplicada entre Pedrouços e Belém em 25 de Junho de 1896, e em 28 de Julho desse ano entre Belém e Alcântara-Terra. Nesse ano, também estava prevista a instalação de iluminação por bicos de incandescência em várias estações da Linha de Cascais, incluindo a de Belém.

### Século XX
Em 1918, a exploração da Linha de Cascais foi subarrendada à Sociedade Estoril, com a condição de instalar a tracção eléctrica na linha. O contrato de arrendamento terminaria em 1976.

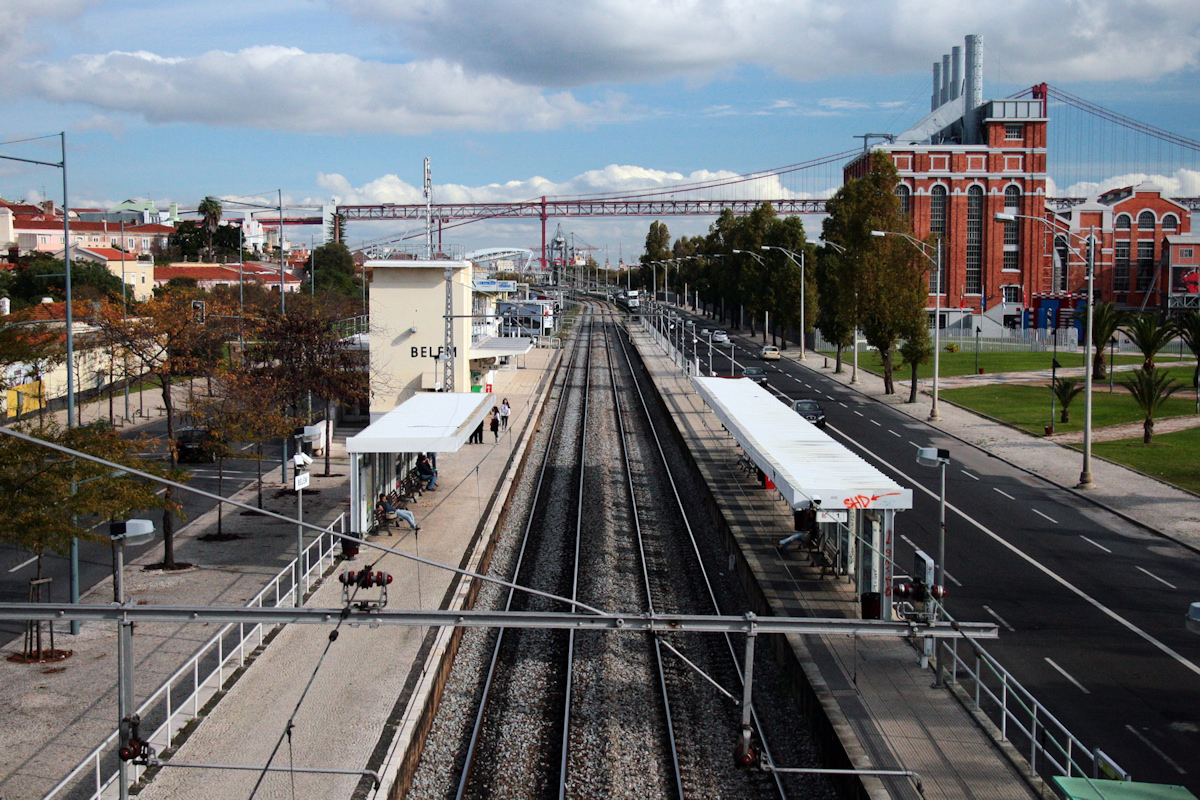
Estação de Belém, junto à Central Tejo.

Em 20 de Agosto de 1924, um comboio de passageiros colidiu com uma composição de mercadorias nesta estação, causando cinco mortos e dezenas de feridos.
Em 1932, a Sociedade Estoril inaugurou um novo edifício de passageiros, para substituir um barracão temporário que tinha sido construído para esse fim, e, no ano seguinte, foi construído um abrigo. Em 1934, foi realizado o calcetamento das plataformas.
Em 16 de Dezembro de 1939, foram concluídos os trabalhos de deslocação para Norte do traçado da Linha de Cascais entre Belém e Bom Sucesso, de forma a permitir a construção da estrada marginal entre Lisboa e Cascais. O novo troço entre Belém e o Bom Sucesso entrou ao serviço em 24 de Dezembro. Previa-se então que o tramo seguinte a ser modificado seria o de Belém a Alcântara Mar. O programa de alteração da Linha de Cascais foi definitivamente concluído em 1940, e incluiu a construção de uma nova gare ferroviária em Belém.
Em Janeiro de 1977, expirou o contracto com a Sociedade Estoril, pelo que a Linha de Cascais voltou a ser explorada pela empresa Caminhos de Ferro Portugueses.

Na década de 1990, o Gabinete do Nó Ferroviário de Lisboa iniciou um projecto para a expansão e modernização da rede suburbana da capital, incluindo a Linha de Cascais, onde deveriam ser construídas novas subestações de tracção eléctrica, uma delas em Belém.